# Ciutat Esportiva Joan Gamper
La Ciutat Esportiva Joan Gamper è il centro sportivo che ospita le sedute di allenamento del Barcellona, oltre che la base dell'accademia del club. È stato aperto il 1º giugno 2006. Il progetto è degli architetti Enric Batlle e Joan Roig, mentre il costo totale è stato di 77,5 milioni di euro.
Situato a Sant Joan Despí, con un'ampiezza di 136.839 m², è usato per l'allenamento e per alcune partite della squadra delle riserve, così come da molte delle altre sezioni della polisportiva (comprese pallacanestro, handball e futsal). Da quando la struttura è completamente operativa, è utilizzata da tutte le squadre giovanili del Barça che precedentemente hanno usato le altre strutture di allenamento del Camp Nou, principalmente il Mini Estadi e il Palau Blaugrana.
La prima squadra ha incominciato ad usare la struttura il 19 gennaio 2009, dopo che per trent'anni erano state utilizzate altre strutture vicino al Camp Nou. Le prime strutture per la squadra sono le stesse di quelle del vecchio campo, e dall'inizio del 2009-2010 includono una zona completa di saune e di altre strutture per il recupero del giocatore.
Dal 2010 ospita anche tutte le squadre giovanili del Barcellona in modo che possano non solo allenarsi su questi campi, ma anche alloggiarci.
La Ciutat Esportiva è costata 68 milioni di euro, di cui 25,6 corrispondono per l'urbanizzazione e 42,5 ai costi totali della costruzione. Il 21 giugno 2002 e il 20 febbraio 2003 il club ha venduto due lotti, per 29,7 e 15,9 milioni di euro, per coprire parte dei costi del funzionamento.